# Bound for Glory (2017)
Bound for Glory (2017) foi um evento de luta livre profissional produzido pelo Impact Wrestling e transmitido em formato pay-per-view que ocorreu em 5 de novembro de 2017, no Aberdeen Pavilion na cidade de Ottawa, Ontário, no Canadá. Este foi o décimo terceiro evento da cronologia do Bound for Glory.

## Antes do evento
Bound for Glory teve combates de luta profissional de diferentes lutadores com rivalidades e histórias pré-determinadas, que se desenvolveram no Impact! — programa de televisão da Impact Wrestling. Os lutadores interpretaram um vilão ou um mocinho seguindo uma série de eventos para gerar tensão, culminando em várias lutas.
Em 17 de agosto, um vídeo foi divulgado durante o Destination X, onde destacava a estreia de Johnny Impact.  Ele estreou no episódio de 24 de agosto do Impact!, em uma luta Gauntlet for the Gold pelo vago Campeonato Global do Impact, ficando entre os três últimos, até ser eliminado pelo vencedor Eli Drake. Na semana seguinte, ele e Eddie Edwards interromperam a celebração do campeão Eli Drake, o que levou a uma luta de duplas no evento principal, onde Drake e Adonis saíram vencedores. Na edição de 14 de setembro do Impact!, Johnny Impact derrotou Low Ki para se tornar o desafiante principal ao Campeonato Global do Impact no Victory Road. Após a luta, Impact foi brutalmente atacado por Drake e Adonis. Na semana seguinte, Impact defendeu seu posto de desafiante principal em duas lutas, derrotando a KM e a Texano na mesma noite. No Victory Road, Impact foi derrotado por Drake e não conseguiu conquistar o Impact Global Championship. Após a luta, ele foi atacado por Drake e Adonis, mas foi salvo por Garza Jr. No entanto, os dois foram assaltados pelo The American American Xchange. No episódio de 12 de outubro do Impact!, Impact derrotou Garza em uma para determinar o desafiante ao Campeonato Global do Impact no Bound for Glory.
Foi anunciado que a Campeã das Knockouts do Impact Sienna defenderia seu título contra Allie, Gail Kim e Taryn Terrell. No entanto, Terrell foi retirado da luta devido à sua saída do Impact. Em 4 de novembro de 2017, foi anunciado que a luta agendada entre Rosemary e Taya Valkyrie havia sido cancelada, devido a circunstâncias pessoais imprevistas em relação a Taya.

## Recepção
O Bound for Glory recebeu críticas negativas. Mike Johnson, do PWInsider, resumiu o Bound for Glory escrevendo que "O Impact tem a chance de fazer uma homologação, mas em vez disso, repete as mesmas coisas de antes". Isso foi referente ao "final completamente equivocado" da interferência decisiva de Alberto El Patrón na luta principal.
Jason Powell, do Pro Wrestling Dot Net, descreveu o Bound for Glory como "um show pobre com poucas qualidades redentoras... o novo regime criativo deixou uma péssima primeira impressão"
Mike McMahon, do Pro Wrestling Torch, escreveu que o Bound for Glory foi "muito ruim ... 3/10 no máximo. Não havia nenhuma luta que se destacasse como ótima e, ao mesmo tempo, eram muito chatas... O booking do evento estava abaixo da média, na melhor das hipóteses.
Adam Martin, do Wrestleview, escreveu que "o Bound for Glory decepciona em Ottawa", e que "o ritmo do show foi realmente ruim".
Larry Csonka, do 411Mania, classificou o show com a nota 3/10, sendo considerado "ruim". Ele escreveu que, embora ele quisesse que o show fosse ótimo, "uma booking altamente questionável, algumas lutas ruins e chatas, com uma
crowd que morreu quando a noite aconteceu" foram as razões pelas quais o evento falhou ao entregar. Ele acabaria com sua crítica afirmando: "Nada foi especial, nada foi memorável de uma maneira boa, esse show falhou com seus fãs".

## Resultados
| Nº                                          | Resultados | Estipulações                                                       | Tempo |
| ------------------------------------------- | --- | ------------------------------------------------------------------ | ----- |
| 1                                           | Trevor Lee (c) derrotou Dezmond Xavier, Garza Jr., Matt Sydal, Petey Williams e Sonjay Dutt                           | Luta six-way pelo Campeonato da X Division do Impact               | 12:25 |
| 2                                           | Taiji Ishimori derrotou Tyson Dux                                                                                     | Luta individual                                                    | 04:50 |
| 3                                           | Abyss derrotou Grado                                                                                                  | Luta Monster's Ball                                                | 10:40 |
| 4                                           | Time Impact (Ethan Carter III, Eddie Edwards e James Storm) derrotou Time AAA (El Hijo del Fantasma, Pagano e Texano) | Luta de trios                                                      | 15:30 |
| 5                                           | Ohio Versus Everything (Dave e Jake Crist) (c) derrotou The Latin American Xchange (Ortiz e Santana) (com Konnan)     | Luta 5150 Street Fight pelo Campeonato Mundial de Duplas do Impact | 10:35 |
| 6                                           | Gail Kim derrotou Sienna (c) e Allie                                                                                  | Luta three-way pelo Campeonato das Knockouts do Impact             | 9:40  |
| 7                                           | Moose e Stephan Bonnar vs. Lashley e King Mo                                                                          | Luta de duplas numa jaula de aço                                   | 10:40 |
| 8                                           | Eli Drake (c) (com Chris Adonis derrotou Johnny Impact                                                                | Luta individual pelo Campeonato Global do Impact                   | 19:30 |
| (c) – Refere-se aos campeões antes da luta. | |                                                                    |       |